# Sân bay quốc tế Minangkabau
Sân bay quốc tế Minangkabau, tên giao dịch quốc tế Minangkabau International Airport, (IATA: PDG, ICAO: WIPT) là sân bay chính phục vụ tỉnh Tây Sumatra trên đảo Sumatra, Indonesia. Sân bay này nằm cách Padang 23 km về phía tây bắc, ở Ketaping, nhiếp chính khu Padang Pariaman. Có một nhà ga cho các tuyến bay quốc nội và quốc tế. Nhà ga có 17 cửa thủ tục, 5 dây chuyền hành lý và 9 quầy vé.
Diện tích đất là 4,27 km². Đường băng kích thước: 2.750 m x 45 m. Sân bay này hoạt động từ tháng 7 năm 2005 để thay thế cho sân bay cũ Tabing ở Padang. 

## Các hãng hàng không
- Adam Air (Jakarta)
- Air Asia (Kuala Lumpur)
- Batavia Air (Jakarta)
- Garuda Indonesia (Jakarta)
- Indonesia AirAsia (Jakarta)
- Jatayu Airlines (Jakarta)
- Lion Air (Jakarta)
- Malaysia Airlines (Kuala Lumpur)
- Mandala Airlines (Jakarta)
- Merpati Nusantara Airlines (Jakarta)
- Sriwijaya Air (Jakarta)
- Tiger Airways (Singapore)